# Петриківський розпис
Петрикі́вський ро́зпис, або «петрикі́вка», — українське декоративно-орнаментальне народне малярство, яке зародилося на Дніпровщині в селищі Петриківка, звідки й походить назва цього виду мистецтва.
Окремі речі з візерунками в спосіб петриківського розпису збереглися ще з XVIII століття. Однак у сучасному розумінні цей напрямок утворився наприкінці XIX століття — на початку XX століття. Походження петриківського розпису пов'язують з козацтвом і заселенням Дніпровщини вихідцями з Полтавщини, Слобожанщини та Поділля у XVIII столітті та в першій половині XIX століття. Проте невідомо, де й коли са́ме розвинулися звичаї, що лягли в основу цього напряму малярства.
Петриківський розпис — не лише народне мистецтво, що зберігає звичаї оздоблення українського житла, але й сучасний живопис, який розвивається та набуває нових рис.
5 грудня 2013 року петриківський розпис було внесено до Репрезентативного списку нематеріальної культурної спадщини людства ЮНЕСКО.

## Історія

### Передісторія

Розпис на печі, село Аули, Дніпровщина, 1920-ті роки

Вважається, що петриківський розпис походить від селянського хатнього стінопису. Вкривати стіни розписом у різні періоди було притаманно для багатьох частин України, причому різні регіони мали свої особливості. Зовнішні стіни хат було прийнято розмальовувати наново кожної весни або двічі на рік. Окрім стін розписом вкривали побутові речі з дерева та інших матеріалів, особливо скрині, зокрема весільні. Пізніше виникли так звані «мальовки» — розписи на папері, які майстрині могли готувати заздалегідь і прикрашати таким чином внутрішні стіни хат, не відвідуючи їх. Початково в розписі використовувалися природні барвники з різнобарвних глин і рослин, які згодом були здебільшого витіснені яскравішими аніліновими барвниками.
Існують зразки наддніпрянських ікон з рослинним орнаментом, які датують кінцем XVIII століття і вважають прообразом сучасного петриківського розпису.
Найдавніші зареєстровані в Україні осередки настінних розписів з рослинним орнаментом, у другій половині XIX століття або на початку XX століття, знаходилися на Дніпровщині, Слобожанщині, Поділлі та Уманщині. Імовірно розписи цих осередків мали спільне або принаймні пов'язане походження.
Орнаментальні розписи на стінах і папері були характерні для багатьох селищ Дніпровщини, проте найбільшого поширення та розвитку вони набули у Петриківці, яка і стала основним осередком петриківського розпису.
Хатнє малювання у формі стінопису існувало в Петриківці принаймні від 1860-х років, а малювання на папері — від кінця ХІХ століття. З часів Нової Січі до середини ХІХ століття ці землі активно заселялися в першу чергу вихідцями з Полтавщини та Слобожанщини. Імовірно, саме з цими переселенцями традиції розпису потрапили в сучасний осередок у Петриківці. Не збереглося згадок про настінне народне малювання на Полтавщині у ХІХ столітті, проте були відомості про стінописи Слобожанщини, наприклад, у 1860-х роках у Куп'янському повіті Харківської губернії. Тому припускали, що традиції петриківського розпису походять саме зі Слобожанщини. Разом з тим існують скрині з декоративним квітковим розписом з Полтавщини датовані другою половиною ХІХ століття. Мистецтвознавець Юлія Смолій вважає, що «одним з джерел петриківського малювання» були мальовані кахлі, якими викладалися печі деяких селищ Полтавщини у другій половині ХІХ століття, зокрема авторства Пилипа Явдака з села Лазьки. За іншою версією цей розпис походить з Поділля через Уманщину, проте там стінописи з рослинним орнаментом вперше зареєстрували суттєво пізніше.

### Визнання і становлення (1911—1936)

Мальовка «Павичі», Тетяна Пата, 1949 р.

Отже, невідомо, коли саме сформувалися традиції розпису та їхні особливості в різних регіонах. Немає детальних історичних згадок про петриківський розпис до початку XX століття, коли ним зацікавився етнограф Дмитро Яворницький з Катеринослава. За його дорученням молода художниця Євгенія Евенбах збирала та перемальовувала зразки народної творчості Катеринославщини у двох експедиціях 1911 і 1913 років, зокрема стінописи. Ці знахідки лягли в основу виставки в Петербурзі 1913 року. Саме цей рік і вважають роком першої фіксації петриківського розпису. В часи Першої світової війни та колективізації на українських землях, процес розвитку цього виду мистецтва призупинився.
Серед перших дослідників петриківського розпису була також Євгенія Берченко. У 1928 році в Ленінграді вона організувала виставки колекцій настінного малювання. Окремо виставлялися петриківські розписи на папері, якими обклеювали частину стін та розвішували як рушники.
У 1935 і 1936 роках відбулися виставки петриківських майстрів у Києві, Ленінграді та Москві, на яких були представлені роботи Тетяни Пати, Надії Білокінь, Ярини Пилипенко, Ганни Ісаєвої, Василя Вовка і Ганни Павленко. Це значно сприяло популяризації петриківського розпису, який до цього був майже невідомим у широких колах. Після виставок у 1936 році першими з майстрів петриківського розпису здобули почесне звання «майстра народної творчості» Тетяна Пата і Надія Білокінь.
Протягом цих же 1935 і 1936 років в Петриківці було організовано спеціальну дворічну школу декоративного малювання, якою керував художник і мистецтвознавець Олександр Статива. Головним педагогом у цьому закладі стала Тетяна Пата, що навчила тут петриківському розпису ціле покоління майстрів, які згодом сформували його як сучасне мистецтво. Тетяну Пату часто вважають засновницею школи петриківського розпису, хоча сама вона у відповідь на таке зазначала, що продовжувала традиції, які перейшли до неї ще від бабусі.

### Петриківські майстрині у Києві

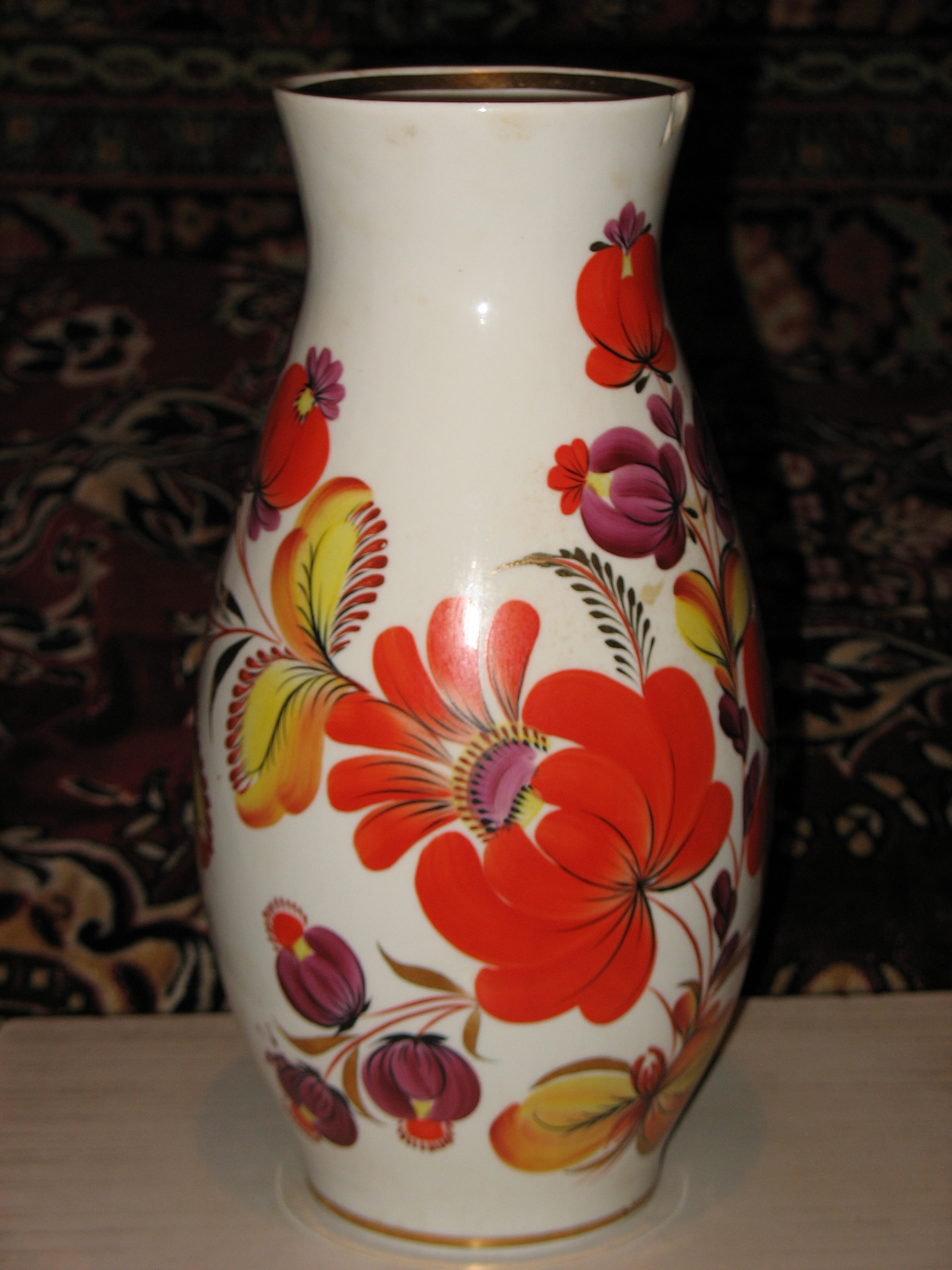
Порцелянова ваза з петриківським розписом, КЕКХЗ, Марфа Тимченко, бл. 1970-х

Протягом 1936—1944 років у Київ переїхало кілька петриківських майстринь, учениць Тетяни Пати: Марфа Тимченко, Віра Клименко, Пелагея Глущенко, Віра Павленко та Ганна Павленко. Внаслідок цього було вперше налагоджено промислове використання петриківського розпису — на Київській сувенірній фабриці ім. Т. Г. Шевченка. Саме тут було вперше запроваджено підлаковий розпис на нетрадиційному чорному тлі, що згодом почало використовуватися також в Петриківці. В такій формі петриківський розпис набув найбільшого поширення у радянські часи.
Ці ж п'ять майстринь у Києві вперше почали застосовувати петриківський розпис на порцеляні. Перші такі спроби були зроблені в 1936 році Ганною Павленко під час навчання у Київській школі майстрів народного мистецтва (згодом Київський художньо-промисловий технікум). У 1937 і 1938 роках до Києва переїхали також Віра Павленко, Марфа Тимченко і Пелагея Глущенко, які, поміж з іншим, продовжували використовувати петриківський розпис для оздоблення порцеляни разом з Галиною Павленко. Значного розвитку це набуло з 1944 року на Київському експериментальному кераміко-художньому заводі (КЕКХЗ), де з цього року працювали сестри Павленко і Віра Клименко-Жукова. У цей період особливо відзначається праця Віри Клименко-Жукової, що з 1947 року очолювала відповідний цех КЕКХЗ, як у відношенні значення її внеску для розвитку цього напрямку, так і у відношенні високого рівня її майстерності. З 1953 року на КЕКХЗ працювала також і Марфа Тимченко, чиї роботи отримали широке визнання. Порцелянові вази, розписані особисто Марфою Тимченко, радянські діячі дарували лідерам інших країн, зокрема Річарду Ніксону, Мао Цзедуну, Фіделю Кастро, Йосипу Тіто.

### Розвиток протягом 1950-80-х років

Скринька з Фабрики петриківського розпису, Олександра Пікуш, бл. 1960 р.

Ще з 1929 року в Петриківці існувала артіль, що займалася виробленням швейних виробів. У 1958 році в артілі було створено цех підлакового петриківського розпису, колектив якого склали переважно майстри з-поміж найталановитіших учнів Тетяни Пати, зокрема очолив колектив Федір Панко. Станом на 1958 рік тут працювало 16 майстрів, серед них такі художники як Ганна Ісаєва, Явдоха Клюпа, Марія Шишацька, Надія Шулик, Іван Завгородній, Галина Пруднікова, Олександра Пікуш, Віра Тезик, Ніна Турчин, Ганна Данилейко, з 1959 року також Зоя Кудіш. У 1961 році артіль було реорганізовано у Фабрику петриківського розпису «Дружба». Роком заснування фабрики може вважатися 1929, 1958 або 1961, при тому що промислове виробництво виробів з петриківським розписом почалося у 1958 році. Більшість виробів фабрики, перш за все скриньки та тарілки, створювалася з пресованої тирси, яку вкривали чорною фарбою і наносили розпис, після чого вкривали виріб лаком. Головним художником фабрики до 1970 року був Федір Панко. У 1970—1988 роках цю посаду займав Василь Соколенко, а згодом Анатолій Чернуський, Володимир Глущенко і Сергій Дрешпак. До художньої ради виробництва тривалий час також входили такі відомі майстрині як Ганна Самарська і Явдоха Клюпа. За пізніх радянських часів на фабриці працювали близько півтисячі людей. Прикрашені петриківським розписом тарілки, скриньки, таці, вази та інші сувеніри були візитівкою України, їх експортували до 80 країн світу. У 2006 році фабрику ліквідували через банкрутство, а 2011 року остаточно знищили: невідомі демонтували верстати та преси.

Панно «Білий Танок», Федір Панко, 1976 р.

В той же 1958 рік, в який було засновано цех петриківського розпису майбутньої фабрики, було створено Петриківську дитячу художню школу ім. Т. Я. Пати. Першими вчителями петриківського розпису, протягом тривалого часу, тут були Федір Панко і Василь Соколенко, учні Тетяни Пати. Ці майстри, працюючи одночасно на Фабриці петриківського розпису, навчили цьому мистецтву наступне покоління майстрів у Петриківці, ставши вчителями більшості майстрів осередку, які навчалися у другій половині радянського періоду. Згодом у художній школі почали викладати їх учениці, Валентина Панко і Марія Пікуш. Остання з 1995 року є директором цього закладу.
У 1960-1970-х роках вийшла ціла низка популярних альбомів з репродукціями петриківських розписів у видавництві «Мистецтво», укладачами яких були переважно мистецтвознавці Наталія Глухенька та Борис Бутник-Сіверський. Це значно сприяло подальшій популяризації «петриківки», особливо зважаючи на великий наклад цих видань.
У 1970 році Федір Панко заснував також Експериментальний цех петриківського розпису при Дніпропетровському художньо-виробничому комбінаті Дніпропетровської організації Національної спілки художників України в будівлі у центрі Петриківки. На відміну від фабрики розпису, тут переважно працювали на дереві та на папері, причому значною частиною на світлому тлі, а не на чорному, як це робилося на фабриці. Робота рядових художників Експериментального цеху була більш творчо вільною і різноманітною ніж на фабриці, де більшість рядових майстрів займалися переважно багаторазовим копіюванням робіт провідних художників підприємства, і при цьому заробітна плата була суттєво вищою. Крім засновника тут працювали також такі відомі майстри як Ганна Ісаєва, Надія Шулик, Ніна Турчин, Андрій Пікуш, Марія Пікуш, Тетяна Гарькава, Валентина Дека, Лідія Булавін, Марія Яненко, Наталія Статива-Жарко, Валентина Панко, Галина Назаренко, Світлана Глущенко, Уляна Скляр, Олена Ярмолюк тощо.

### Сучасна історія

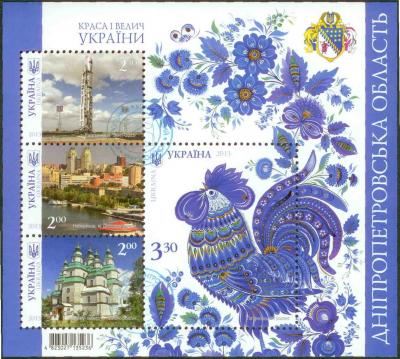
Блок поштових марок 2013 року з репродукцією роботи «Півень у квітах» Володимира Глущенка 2009 року

У 1998 році творчий колектив і будівля Експериментального цеху петриківського розпису стали основою для створення Центру народного мистецтва «Петриківка», яким з того часу керує народний художник України Андрій Пікуш. У сучасних умовах колектив Центру вважається творчим ядром осередку петриківського розпису. Колектив об'єднує близько 40 провідних майстрів з Петриківки, серед них, станом на 2011 рік, 25 членів Національної спілки художників України, 7 заслужених майстрів народної творчості України. Зокрема в цьому закладі працюють, або працювали до 2010-х років, такі відомі майстри як Володимир Глущенко, Ніна Турчин, Валентина Дека, Лідія Булавін, Марія Яненко, Валентина Панко, Галина Назаренко, Валентина Карпець-Єрмолаєва, Валентина Міленко, Наталія Рибак, Ліана Скляр, Ніна Бородіна, Ірина Кібець, Марія Курінька, Надія Зубко, Любов Іванченко, Надія Коваленко, Микола Дека, Наталія Купренко тощо. Разом з тим немало значних майстрів живе у Петриківці, не працюючи в цьому закладі, а декілька інших художників з класичної петриківської школи живе та працює в різних містах України, розвиваючи «петриківку» там.

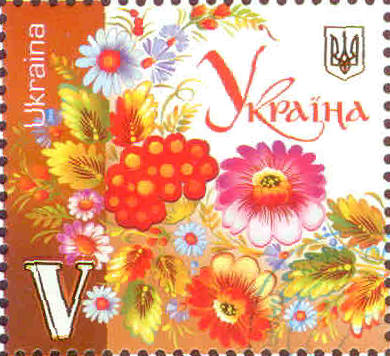
Поштова марка «Петриківський розпис», 2010 рік

У 2000, 2010 і 2013 роках «Укрпоштою» були випущені поштові марки з репродукціями петриківського розпису. Зчіпка 2000 року присвячена Тетяні Паті, містить її портрет і дві марки номіналом 40 копійок з зображеннями двох робіт художниці. У 2010 році була випущена марка «Петриківський розпис» номіналом «V» у серії «Власна марка» з купоном, призначеним для друкування сюжетів на замовлення. 2013 року вийшов блок марок «Краса і велич України: Дніпропетровська область», більшу частину якого займає репродукція роботи Володимира Глущенка. Блок містить 3 марки з фотографіями будівель області номіналом по 2 гривні та більшу марку номіналом 3 гривні 30 копійок, що включає центральну частину картини, яка зображена на блоці.
У 2001, 2011 і 2015 роках були видані три найбільш репрезентативні та якісні альбоми репродукцій петриківського розпису в схожому великому форматі. Перший з них, «Петриківка: Альбом репродукцій», було видано у Дніпрі, він включає репродукції робіт понад 60 найвідоміших майстрів з колекцій Дніпровського художнього музею та Дніпропетровського історичного музею, охоплюючи всі попередні періоди розвитку петриківського розпису. Додаткове видання цього альбому було зроблене у 2004 році. Другий альбом з аналогічною назвою було видано також у Дніпрі, 2011 року, але, не рахуючи репродукцій кількох старих майстрів у вступі, цей альбом включає лише роботи 44 майстрів, що працювали у Центрі народного мистецтва «Петриківка», переважно виконані протягом кількох років перед виданням альбому. Значною мірою цей альбом є каталогом продукції ЦНМ «Петриківка». Третій альбом «Петриківський розпис: Книга-альбом» було видано 2015 року у київському видавництві «Мистецтво», він включає репродукції робіт всіх попередніх періодів 50 найвідоміших майстрів з колекції Національного музею українського народного декоративного мистецтва (Київ), при цьому найбільш представлені роботи старих майстринь. Три зазначені альбоми доповнюють один одного, представляють репродукції робіт з різних зібрань петриківського розпису і не перекриваються.

Логотип «Петриківка»

З 2007 року щорічно, переважно у вересні, проводиться обласний фестиваль народної творчості «Петриківський дивоцвіт», на який традиційно збирається багато майстрів петриківського розпису, а також представників інших напрямків народного мистецтва. На фестивалі проводяться ярмарок, майстер-класи, виставки, концерт тощо. У 2013 і 2014 роках фестиваль проходив у місті Дніпро, а у всі інші роки до 2019 включно — у Петриківці.
|                                                                         |  |  |
| Пам'ятна монета НБУ номіналом 5 грн., присвячена Петриківському розпису |  |  |

У 2012 році відкрито нову спеціальність фахівця з петриківського розпису у Дніпропетровському театрально-художньому коледжі, де викладає заслужений майстер народної творчості України Тетяна Гарькава, учениця Федора Панка. Вона також є авторкою кількох посібників по петриківському розпису, зокрема найповнішого і якісно проілюстрованого «Петриківський декоративний розпис. Підручник», виданого у 2017 році.
2012 року Міністерство культури України визнало петриківський розпис об'єктом (елементом) нематеріальної культурної спадщини України.
Наприкінці січня 2013 року було зареєстровано логотип «Петриківка», який створила заслужений майстер народної творчості України Людмила Горбуля. Його безкоштовно передали громаді й майстрам селища, аби вони могли доводити покупцям автентичність своєї продукції.
5 грудня 2013 року петриківський розпис було включено до Репрезентативного списку нематеріальної культурної спадщини людства ЮНЕСКО.
20 травня 2016 року Національний банк України ввів у обіг дві пам'ятні монети «Петриківський розпис» у серії «Українська спадщина» номіналом 5 гривень (нейзильбер) і 10 гривень (срібло), офіційна роздрібна ціна яких на момент виходу складала відповідно 38 і 916 гривень.

## Відомі майстри

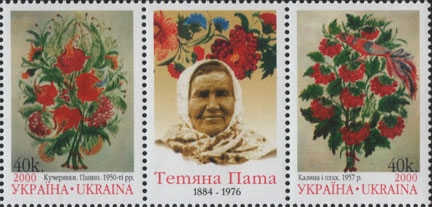
Поштові марки на честь Тетяни Пати, 2000 р.

Див. також список майстрів петриківського розпису
До початку XX століття історичних згадок про петриківський розпис немає, тому й невідомі імена майстринь, які володіли цим мистецтвом раніше. Значною мірою завдяки дослідженням етнографа Дмитра Яворницького стали широко відомі імена петриківських майстринь початку XX століття, що народились у 1881—1893 роках — Тетяни Пати, Надії Білокінь, Ярини Пилипенко та Параски Павленко. Ці художниці — єдині представниці свого покоління, чиї доробки добре відомі і роботи яких збереглися у кількох музеях зі встановленим авторством.
Також кілька значних майстрів, що народилися протягом 1908—1919 років, навчилися петриківського розпису у своїх родинах, зокрема у згаданих Параски Павленко та Ярини Пилипенко, однак надалі творчо розвивалися під значним впливом Тетяни Пати. Це Ганна Ісаєва (Пилипенко), Надія Тимошенко (Вовк), Василь Вовк, Віра Павленко
та Ганна (Галина) Павленко (згодом Павленко-Черниченко).

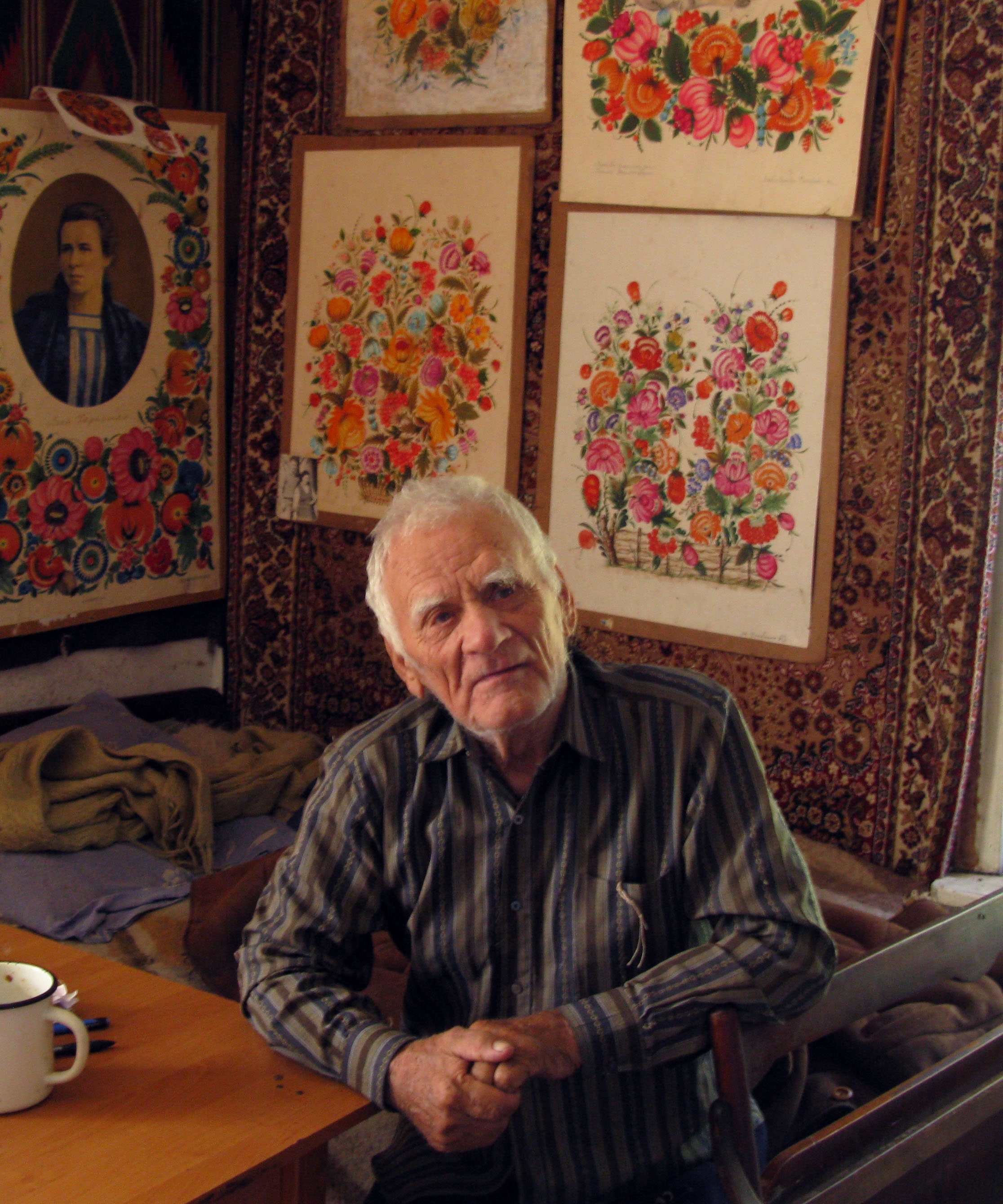
Заслужений майстер народної творчості Василь Соколенко, 2016 рік

Всі інші відомі майстри цього покоління є прямими учнями Тетяни Пати, які переважно навчалися в петриківській художній школі між 1936 і 1941 роками: Федір Панко, Василь Соколенко, Марфа Тимченко, Віра Клименко (згодом Клименко-Жукова), Пелагея Глущенко, Явдоха (Євдокія) Клюпа, Марія Шишацька, Олександра Пікуш, Іван Завгородній, Галина Пруднікова (Завгородня), Надія Шулик, Зоя Кудіш, Векла Кучеренко (Пата), Ганна Данилейко, Надія Пікуш та інші.
Особливе місце серед майстрів петриківського розпису займає народний художник України Ганна Самарська, єдина відома представниця старших поколінь, що не народилася та не навчалася на Петриківщині. Основи петриківського розпису вона освоїла під опосередкованим впливом київських петриківських майстринь, зокрема Марфи Тимченко, і надалі її стиль формувався в умовах Фабрики петриківського розпису.
Переважна більшість відомих майстрів наступного учнівського покоління навчалася петриківського розпису в художній школі у Федіра Панка та/або Василя Соколенка, в окремих випадках інших перелічених вище старших майстрів: Володимир Глущенко, Ніна Турчин (Шишацька), Тамара Кудіш, Віра Тезик, Анатолій Чернуський, Андрій Пікуш, Марія Пікуш, Валентина Панко, Валентина Дека (Статива), Лідія Булавін (Статива), Марія Яненко (Статива), Наталія Статива-Жарко, Тетяна Гарькава (Лапшин), Олена Скицюк, Тамара Вакуленко (Самарська), Людмила Горбуля, Галина Назаренко, Уляна Скляр (Лісна), Ліана Скляр, Тетяна Пата (Скляр), Ніна Бородіна, Катерина Тимошенко, Наталія Калюга, Марія Курінька (Бельмас), Ірина Кібець, Надія Зубко, Любов Іванченко, Надія Коваленко (Шишацька), Надія Кондратюк (Кошляченко), Ганна Масюкевич (Кошляченко), Ніна Гордєєва (Тимченко), Людмида Канафоцька (Штаній), Марія Кравець, Світлана Глущенко, Валентина Хоменко, Олена Ярмолюк, Наталія Панібудьласка, Наталія Заярченко та інші.
Крім перерахованих вище, значними майстрами петриківського розпису, переважно представниками наступного учнівського покоління, є також Валентина Карпець-Єрмолаєва, Валентина Міленко, Наталія Рибак, Олександр Вакуленко, Микола Дека, Олена Зінчук, Олена Кулик, Вікторія Тимошенко, Віта Рябова, Наталія Купренко, Тетяна Шишацька, Вікторія Іванченко, Світлана Біленко, Анастасія Чуднівець, Роксолана Чуднівець, Наталія Малярчук, Володимир Падун та інші.
Серед найбільш активних сучасних майстрів петриківського розпису, що продуктивно розвивають і популяризують «петриківку» та проводять численні виставки в різних містах, можна окремо відмітити Галину Назаренко, Валентину Панко, Вікторію Тимошенко, Наталію Стативу-Жарко, Олену Ярмолюк.
Петриківський розпис часто існує як родинний промисел, більшість з відомих петриківських майстрів, як історичних, так і найбільш сучасних, мають серед своїх найближчих родичів також інших відомих майстрів. Зокрема особливо відомі, наприклад, династії Панків, Пікушів, Шишацьких, Статив, Склярів тощо. При цьому за прізвищами майстрів такі зв'язки часто не є очевидними, оскільки більшість носіїв цього мистецтва є жінками й традиційно було заведено змінювати прізвище після виходу заміж. Також це ускладнюється і тим, що в Петриківці досить широко поширені деякі більш або менш рідкісні прізвища, і деякі відомі майстри є однопрізвищниками, а не близькими родичами.

## Техніка виконання й особливості розпису

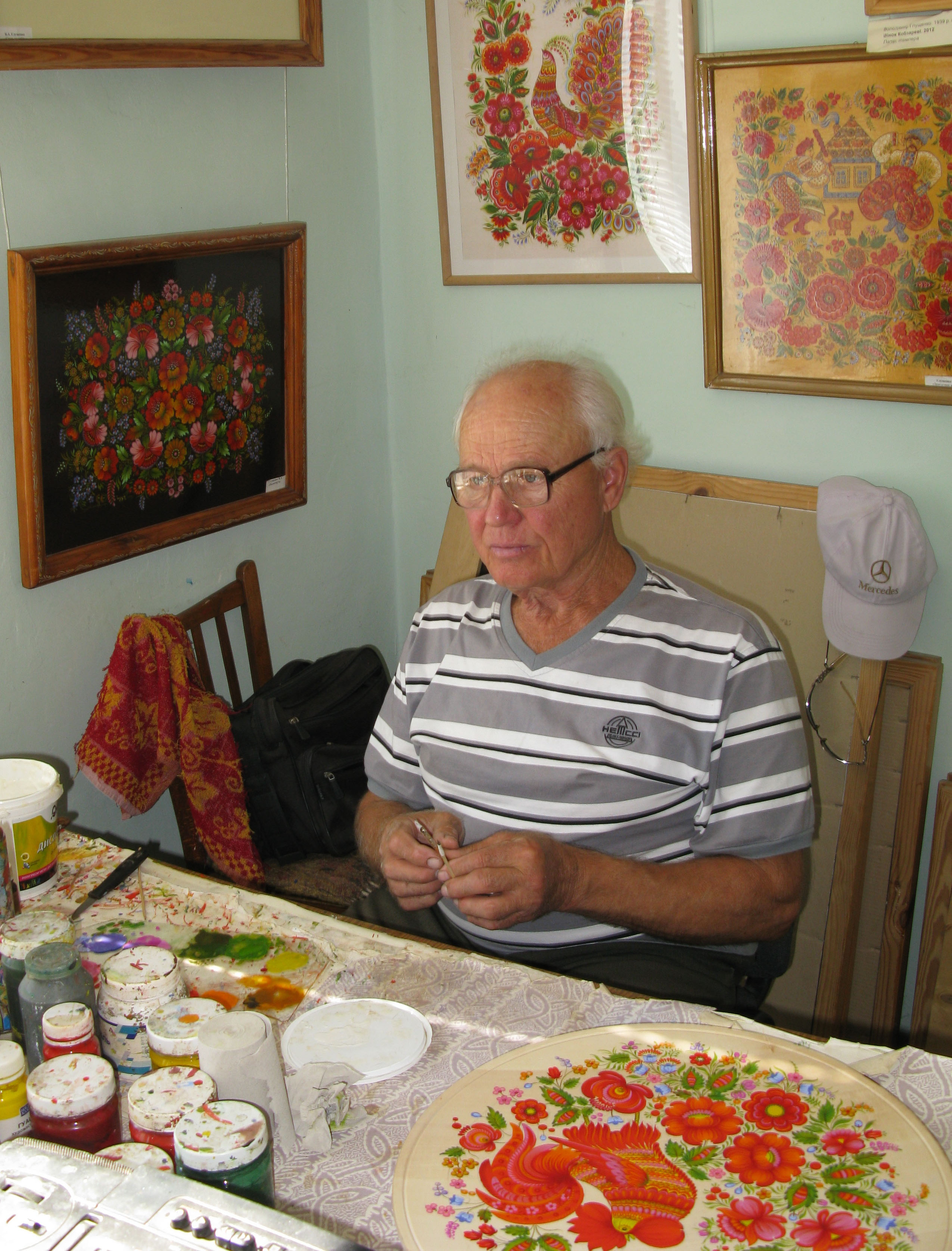
Заслужений майстер народної творчості Володимир Глущенко за роботою у Центрі народного мистецтва «Петриківка», 2016 рік

Характерною особливістю петриківського розпису є переважання рослинних візерунків (здебільшого квіткових) і створення передусім фантастичних, небувалих у природі форм квітів, в основі яких лежить уважне спостереження місцевої флори, наприклад, «цибульки» або «кучерявки». Широке застосування в розписі мають мотиви садових (жоржини, айстри, тюльпани, троянди) і лугових (ромашки, волошки) квітів і ягід калини, полуниці та винограду. Характерним для візерунків є також зображення акантового листу, що його звуть «папороттю», бутонів та перистого ажурного листя.
Нерідко квіти та ягоди поєднано з птахами, іноді використовують зображення тварин і людей, які традиційно мають дещо фантастичний вигляд. Часто в «петриківці» використовується образ жар-птиці — міфічної істоти, що приносить щастя, з фантастичними візерунками по всьому тулубі.
Петриківський розпис традиційно виконували на білому тлі (побілені стіни та білий папір), проте сучасні майстри роблять розписи на фоні різноманітних кольорів, зокрема чорного, синього, зеленого, червоного.
Характерним для петриківського розпису є те, що весь малюнок ніби розгорнутий по площині, має поверхневий вигляд. Орнамент вибудовується навколо одного або кількох стебел, до яких приєднані всі елементи основної частини орнаменту. При цьому лінії стебел і галузок не перетинаються між собою, а багато елементів розпису (квіти, листки, ягоди тощо) мають силуетне зображення. Фігури птахів, звірів, людей мають здебільшого контурне зображення. Тварин малюють у профіль, а квіти — анфас.
Професійні майстри «петриківки» здебільшого малюють без попередньо накресленого контуру і не користуються вимірювальними інструментами. Майбутній витвір заздалегідь виношують в уяві та виконують лише після того, як композиція повністю продумана.
Особливістю розпису є також те, що елементи малюнку (пелюстки, стебла, ягоди тощо) виводять одним мазком.
Для зображення ягід та деяких інших елементів майстри часто користуються власним пальцем (хоча ця техніка може бути виконана також соскою або піпеткою). Вмочивши палець у фарбу, торкаються ним до паперу й лишають кругленьку плямочку, трохи світлішу й випуклу в центрі та неначе обведену темнішим контуром довкола.
Типи мазків
Щоби створити візерунок у техніці петриківського розпису, необхідно опанувати чотири типи мазка, традиційно званих «гребінець», «зернятко», «горішок» та «перехідний мазок».
«Гребінець» — мазок, який починається з потовщення, зробленого натиском пензля, та завершується тонким вусиком, який виконується легким дотиком кінчика пензля. Покладені разом декілька таких мазків схожі на гребінець.
«Зернятко» — мазок, який наносять, почавши з легкого дотику, до сильного натиску пензлем. Коли мазки «зернятко» покладені з обох боків стебла, кінчиком назовні, зображення нагадує колос. Звідси й назва. Для елементів, пов'язаних з виконанням «зернятка», «кривенького зернятка», тоненьких гілочок, годиться звичайний акварельний пензель з тоненьким гострим кінчиком (коли він зволожений). Але за традицією для виконання цих мазків використовують саморобний пензлик із шерсті кота.
«Горішок» — складається з двох гребінцевих мазків, які зігнуті та поставлені один проти одного. Заповнивши вільне місце мазком «зернятко», отримують форму, схожу на лісовий горіх.
«Перехідний мазок» — накладається одним пензлем, але двома фарбами. При цьому сухий пензель умочують в одну (наприклад, зелену), а потім в іншу (наприклад, жовту) фарбу. На папері залишається слід від жовтої фарби, який плавно переходить у зелений.
Знаряддя праці

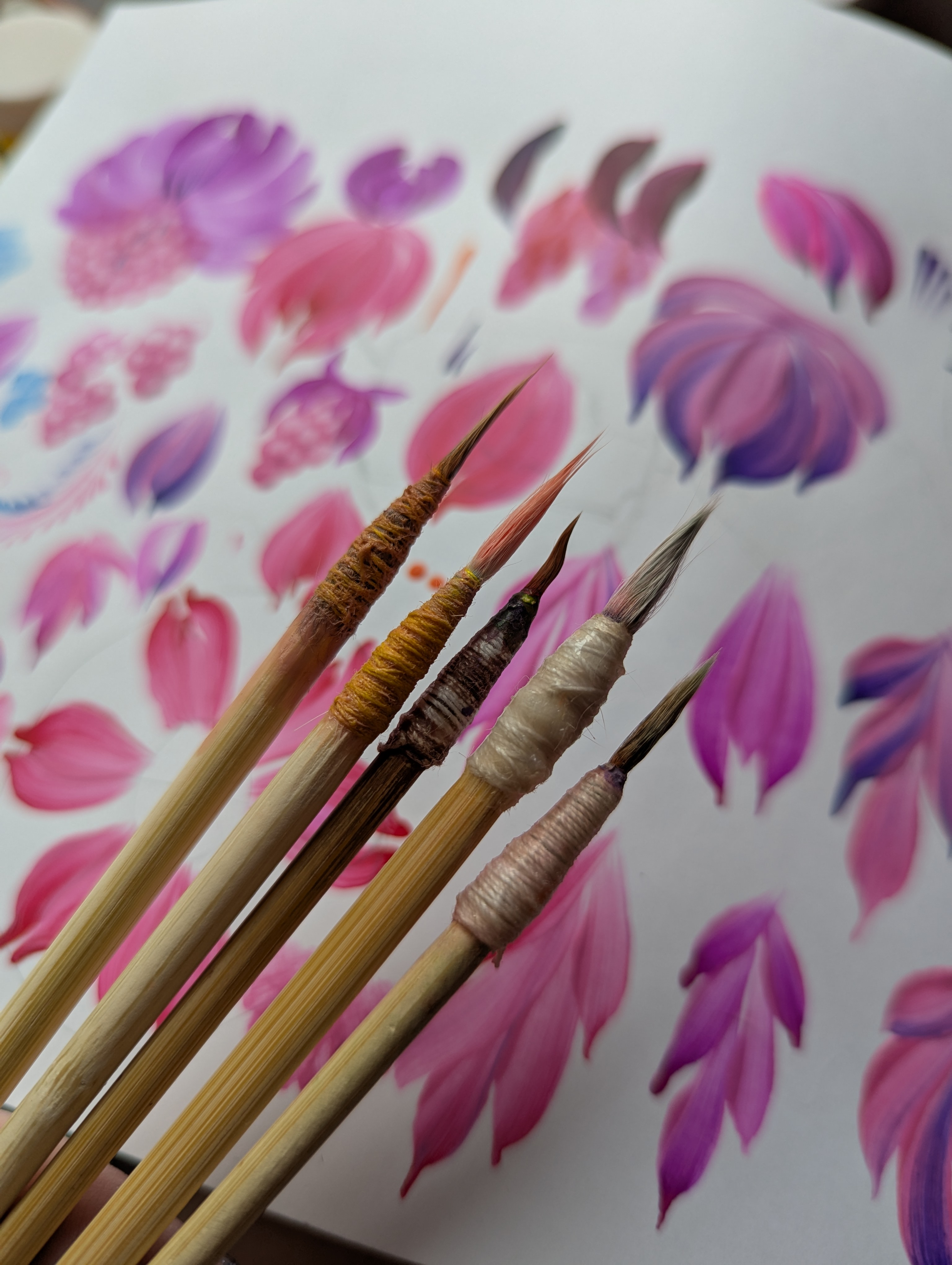
Кошачка — традиційна кисть, яка виготовляється з шерсті котів.

Свої фарби петриківці традиційно добували із трав, листя, ягід та квітів, виварюючи їх особливим способом. Червоний колір одержували з вишневого соку, зелений — із пирію та листя пасльону, синій — з квітів проліска. Різні відтінки жовтого давали пелюстки соняшника, лушпиння цибулі й кора яблуневих паростків. Фарби розводили на яєчному жовтку й молоці, а закріплювали вишневим клеєм чи буряковим цукром. Значно пізніше з'явились фабричні барвники, і лише в повоєнний час стали використовувати гуаш та акварель.
Інструменти для розпису мали також природне походження. Палички з паростків дерев, стебел болотних трав, особливо оситнягу й рогози, саморобні пензлики з котячої шерсті та пальці самого майстра — ось небагатий набір художніх знарядь, котрими творили народні умільці велике різноманіття композицій квіткових візерунків.
Кошачка — пензлик виготовлений з тонкої шерсті кішки, природні фарби і пальці — це все, що було потрібно, аби розмалювати цілі хати й великі печі. Але від глибокої традиції сам розпис відходить, художники шукають нові техніки і шляхи проявити себе.

## Музеї з великими колекціями петриківського розпису

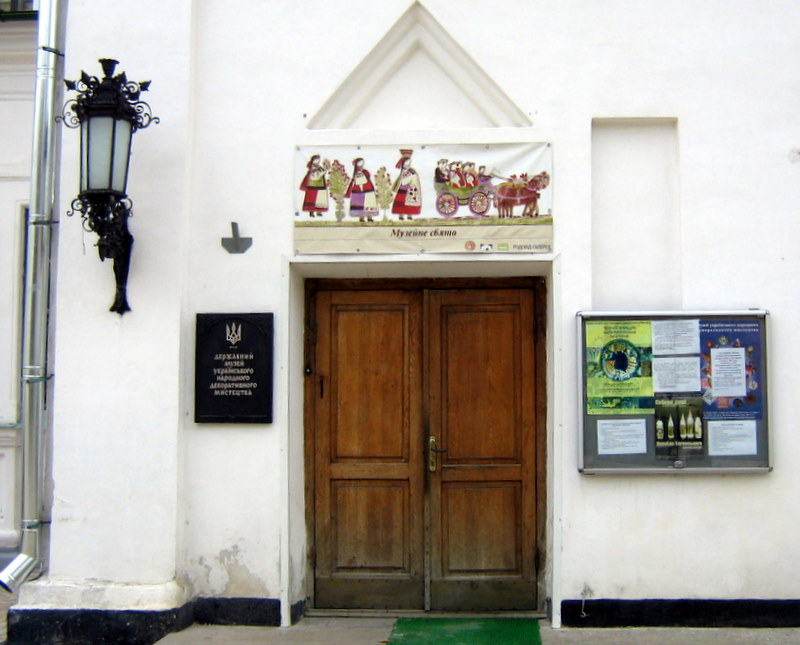
Національний музей українського народного декоративного мистецтва

- Національний музей українського народного декоративного мистецтва (м. Київ). Містить одну з найбільших колекцій петриківського розпису починаючи з 1913 року. Ця колекція була основою при виданні багатьох альбомів репродукцій у видавництві «Мистецтво», зокрема найбільшого та найбільш репрезентативного альбому «Петриківський розпис», виданого у 2015 році[17]. Проте на постійній експозиції музею виставляється лише невелика частина колекції, перш за все вироби Київського експериментального кераміко-художнього заводу, переважно авторства Марфи Тимченко, Віри Клименко-Жукової, Ганни Павленко-Черниченко і Віри Павленко, а також окремі розписи на папері Тетяни Пати, Надії Білокінь, Федора Панка, Василя Соколенка, Марфи Тимченко, Ганни Самарської, Володимира Глущенка, Андрія Пікуша і Ніни Турчин. Причому у галереї, де виставляються розписи на папері, час від часу проводяться тимчасові виставки, що заміщають основну експозицію.
- Дніпровський художній музей (м. Дніпро). Містить одну з найбільших колекцій петриківського розпису починаючи з 1930-х років, яка зокрема використовувалася при виданні великого альбому репродукцій «Петриківка» 2001 року разом з колекцією Дніпропетровського історичного музею[15]. Проте на постійній експозиції музею не виставляється жодної роботи з петриківським розписом. Не рідко в музеї проводяться тематичні виставки петриківського розпису, для яких використовуються фондові колекції музею.

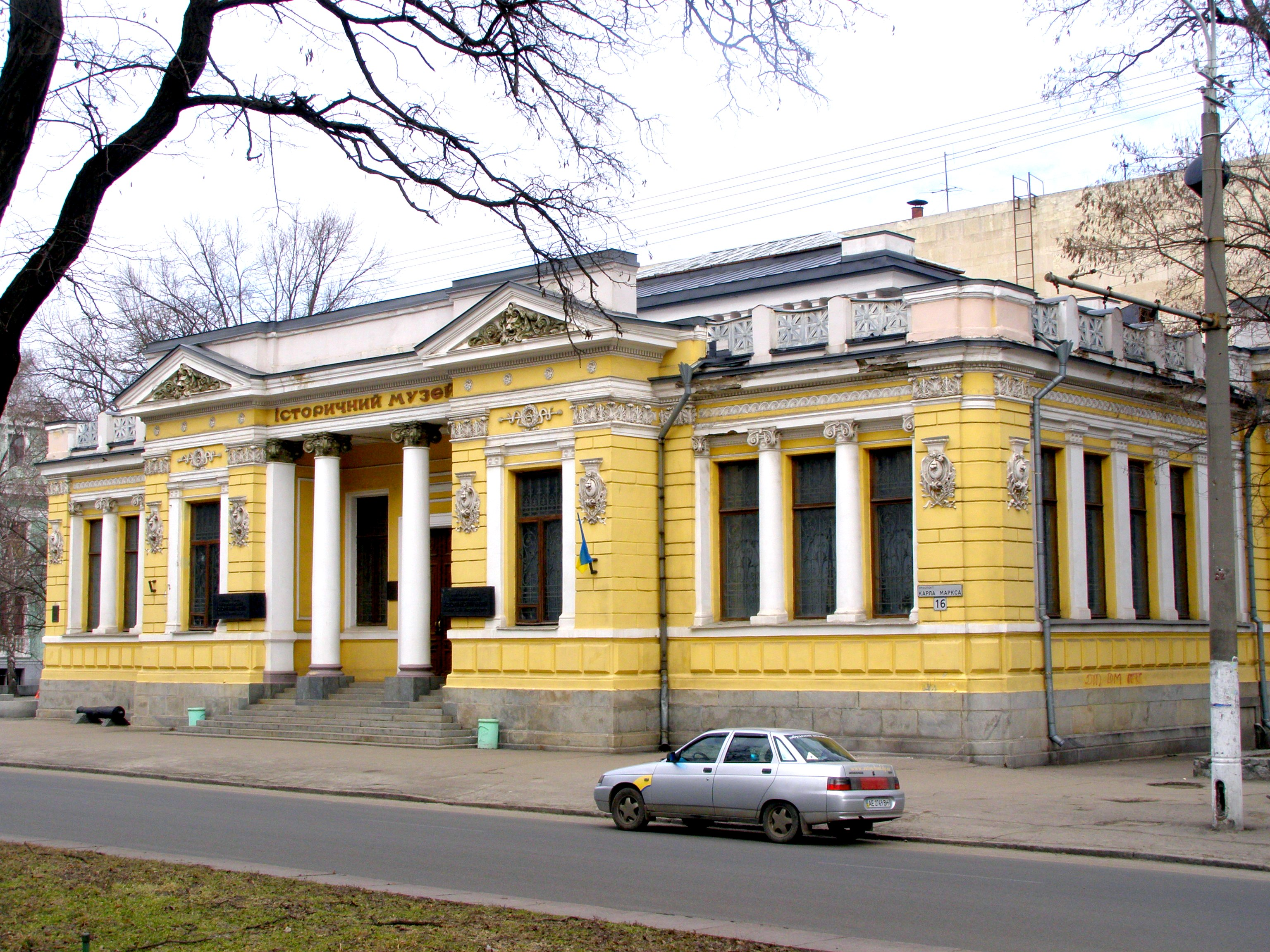
Дніпропетровський історичний музей

- Дніпропетровський історичний музей імені Дмитра Яворницького (м. Дніпро). Містить одну з найбільших колекцій петриківського розпису починаючи з 1913 року, яка зокрема використовувалася при виданні великого альбому репродукцій «Петриківка» 2001 року разом з колекцією Дніпровського художнього музею[15]. На постійній експозиції музею у останній залі на другому поверсі є декілька стендів присвячених петриківському розпису, де представлені переважно вироби Фабрики петриківського розпису, Експериментального цеху петриківського розпису та Центру народного мистецтва «Петриківка», а також декілька розписів на папері, окремі великі роботи Федора Панка тощо.
- Запорізький обласний художній музей (м. Запоріжжя). Містить значну колекцію петриківського розпису, що включає зокрема роботи Тетяни Пати, Надії Білокінь, Федора Панка, Марфи Тимченко, Ганни Самарської, Андрія Пікуша[48].

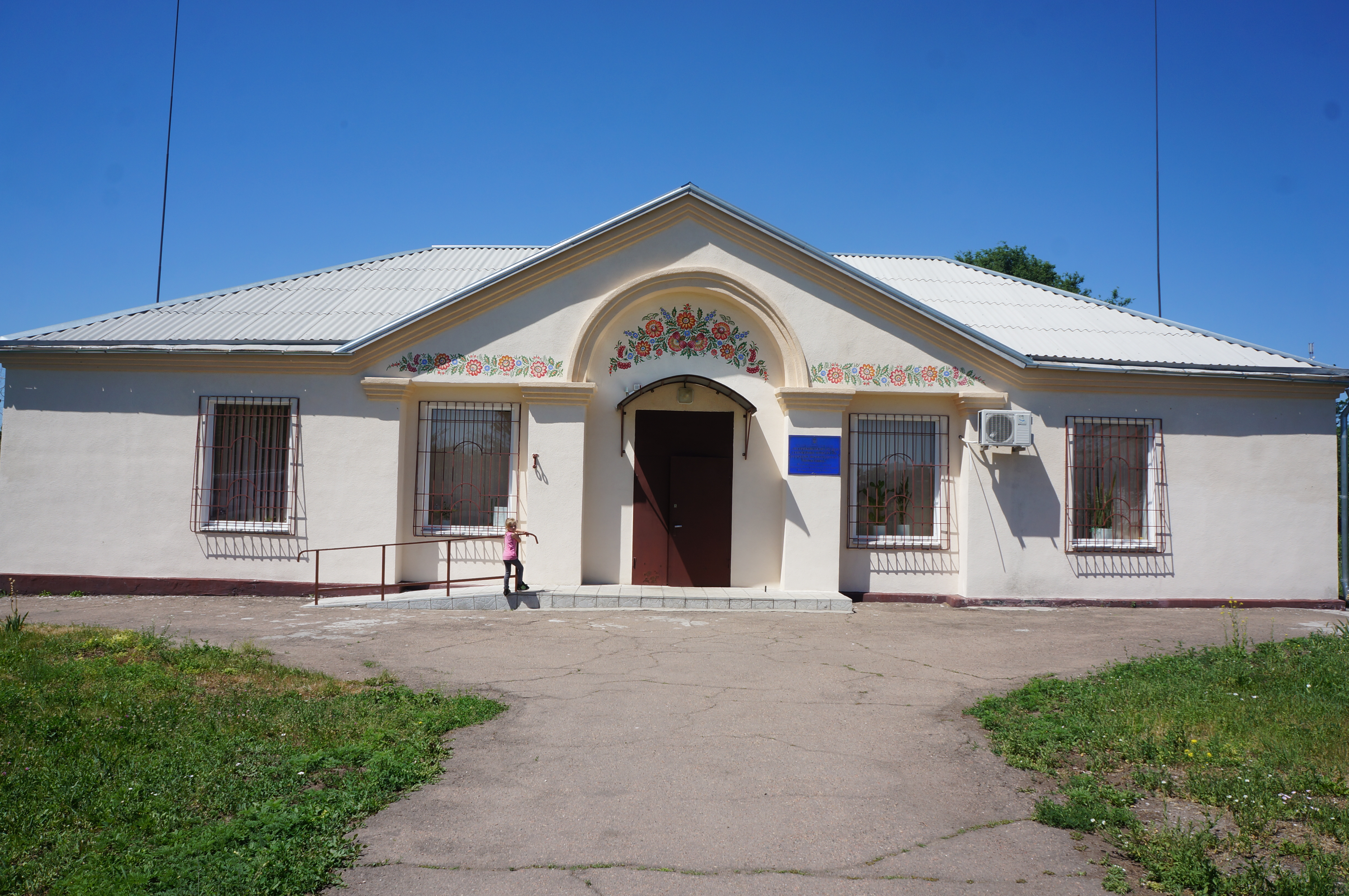
Петриківський музей

- Петриківський музей етнографії, побуту та мистецтва (смт Петриківка). Містить велику колекцію петриківського розпису, перш за все вироби Фабрики петриківського розпису, а також різноманітні роботи подаровані в музей майстрами. Одна велика експозиційна зала музею повністю присвячена петриківському розпису, зокрема містить особливо велику кількість робіт Ганни Самарської та Володимира Глущенка.
- Музей Федора Панка (смт Петриківка). Створений у грудні 2013 року в одній з кімнат будинку культури Петриківки в центрі селища. Містить велику колекцію робіт Федора Панка, що належить родині автора, зокрема такі відомі роботи як серія картин «Легенда про петриківську вишню» і Портрет Петра Калнишевського. Також на експозиції представлені декілька робіт його дочки, Валентини Панко, яка є завідувачкою музею[3].
- Центр народного мистецтва «Петриківка» (смт Петриківка). У великій виставковій залі закладу та в його коридорах представлено велику кількість робіт майстрів, що працюють в ньому, перш за все Андрія Пікуша, Валентини Деки, Лідії Булавін, Марії Яненко, Володимира Глущенка, Ніни Турчин тощо.
- Музей-садиба Василя Соколенка (смт Петриківка) (з 2018 року не існує). Приватний музей, що був створений у 2000-х роках відомим майстром Василем Соколенко (1922—2018) у його власному будинку, де він мешкав.[49][50] Крім робіт власника садиби, тут також були представлені роботи його дружини Ганни Соколенко та деяких інших майстрів.

## Відомі приватні колекції
- Колекція Василя Васильєва з Білої Церкви описана у його книзі «Моя Петриківка. Приватна колекція» (2015), що включає репродукції робіт на папері 45 відомих майстрів (переважно по одній на художника), зокрема Параски Павленко, Надії Білокінь, Ярини Пилипенко, Ганни Ісаєвої, Пелагеї Глущенко, Ганни Павленко-Черниченко, Віри Павленко, Федора Панка, Василя Соколенка, Явдохи Клюпи, Марії Шишацької, Зої Кудіш, Надії Шулик, Ганни Самарської, Володимира Глущенка, Ніни Турчин, Андрія Пікуша, Марії Пікуш, Валентини Деки, Лідії Булавін, Марії Яненко, Наталії Стативи-Жарко, Валентини Панко, Галини Назаренко, Тетяни Гарькавої. У вересні 2015 року 74 роботи з цієї колекції виставлялася у Музеї українського народного декоративного мистецтва (м. Київ). Також Василь Васильєв сприяв започаткуванню колекцій петриківського розпису у Білоцерківському краєзнавчому музеї та у Музеї гетьманства (м. Київ), віддавши частини своєї колекції.[51][52]

- Колекція Наталії Тігіпко (перша дружина Сергія Тігіпка) описана і проілюстрована у якісно виданому каталозі 2012 року[33]. На момент видання каталогу колекція включала близько 230 творів, у каталозі представлені фото понад 200 робіт, переважно розписів на виробах з дерева, окремих розписів на папері та деяких виробів Фабрики петриківського розпису. Каталог включає фото значної кількості дерев'яних виробів з розписами Федора Панка, Василя Соколенка, Володимира Глущенка, Андрія Пікуша та Тетяни Гарькавої, також окремі роботи Марфи Тимченко, Ганни Самарської, Надії Шулик, Валентини Деки, Лідії Булавін, Марії Яненко, Наталії Стативи-Жарко, Валентини Панко та інших майстрів (загалом 48 художників, не рахуючи роботи з невстановленим авторством).[33] Деякі роботи з колекції Наталії Тігіпко були представлені на виставці «Петриківський Рушник» у Києві 2016 року.[53]

- Колекція Володимира Падуна (1942—2016), художника з Дніпра, відомого збирача творів українського народного мистецтва, включала зокрема велику кількість петриківських розписів на папері старих майстринь. Роботи з його колекції використовувалися у тимчасових виставках в Дніпровському художньому музеї, а в 2014 році було видано ілюстрований каталог творів Надії Білокінь, Ярини Пилипенко та Параски Павленко з приватних колекцій Володимира Падуна (51 робота) та Андрія Пікуша (57 робіт).[54][55]

- Колекція Андрія Пікуша, майстра петриківського розпису, народного художника України, включає зокрема велику кількість розписів на папері старих майстринь, що були представлені у згаданому вище каталозі творів Надії Білокінь, Ярини Пилипенко та Параски Павленко в приватних колекціях Володимира Падуна та Андрія Пікуша, включаючи 57 творів із зібрання останнього.[54]

- Колекція Юрія Міщенка та Наталії Павленко, подружжя українського походження з США, виставлялася у 2015 році в Українському музеї Нью-Йорка. Включала на той момент 29 відносно великих робіт на папері або полотні 17 майстрів, зокрема розписи Надії Білокінь, Ганни Ісаєвої, Марії Шишацької, Василя Соколенка, Володимира Глущенка, Андрія Пікуша, Галини Назаренко та інших.[56][57]

## Відомі петриківські розписи в архітектурі

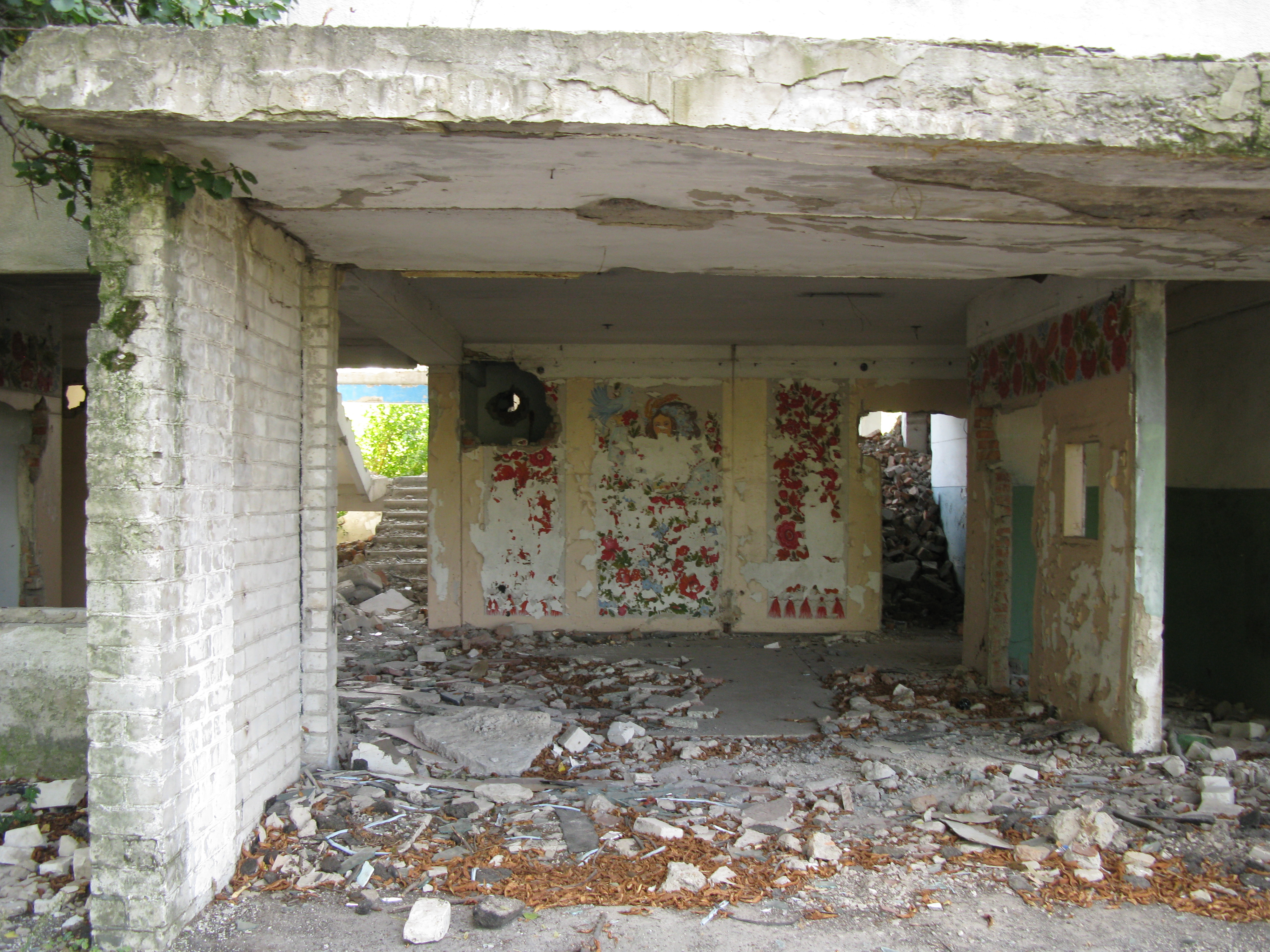
Руїни Фабрики петриківського розпису біля колишнього центрального входу у 2016 році, на стінах залишки розписів

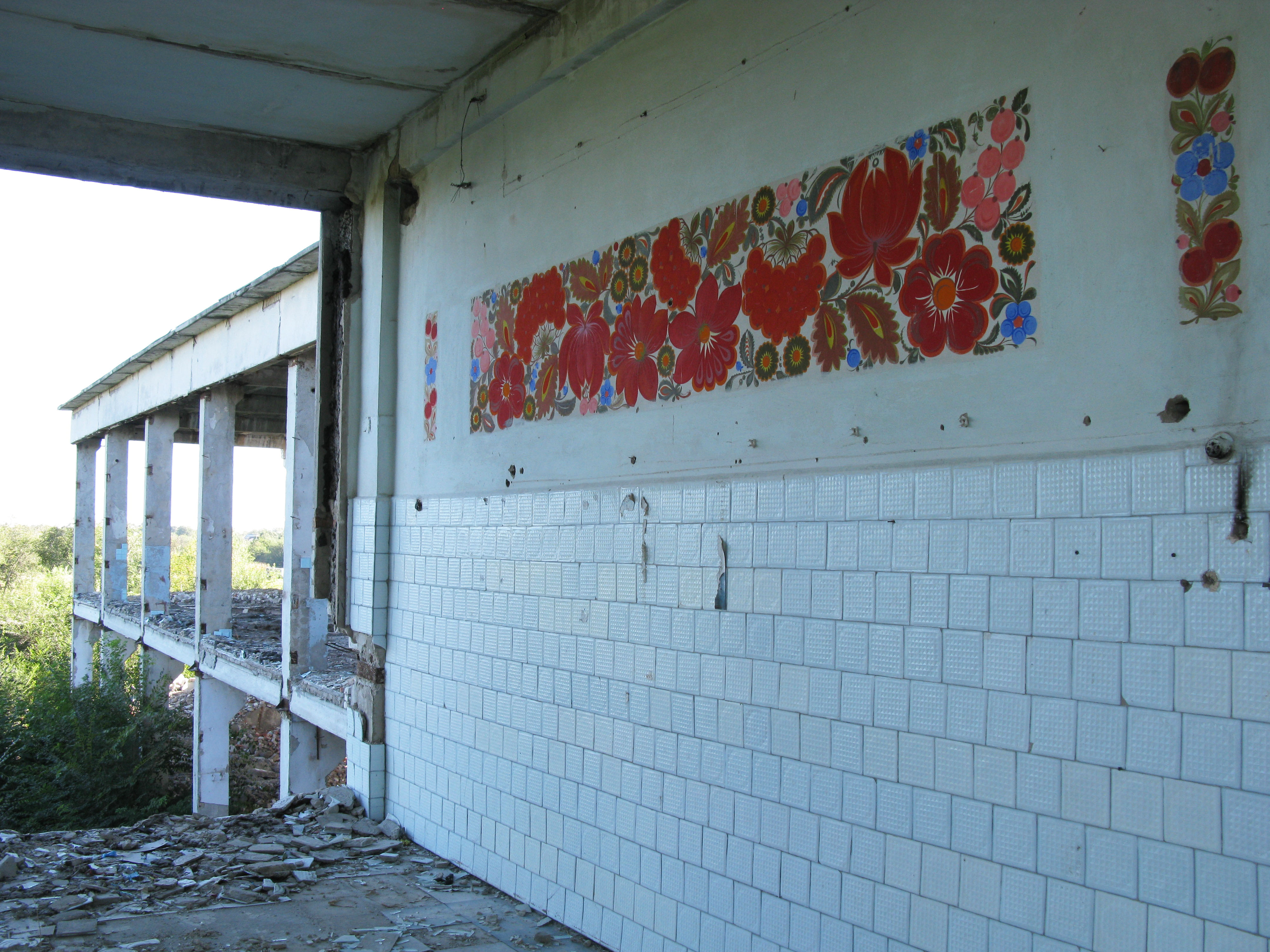
Руїни Фабрики петриківського розпису з настінними розписами у 2016 році

Розписи у магазині іграшок «Казка»
докладніше див.: Настінні розписи магазину іграшок «Казка»
У 1979 році з використанням петриківського розпису було оздоблено стіни магазину іграшок «Казка», у Києві відомою петриківською майстринею Марфою Тимченко разом з чоловіком Іваном Скицюком і донькою Оленою Скицюк. На розпис стін магазину родиною було витрачено близько року. Результати цієї праці дуже високо оцінювали мистецтвознавці, розписи магазину були добре відомі кільком поколінням киян. На початку 2000-х років пропонувалося в приміщенні магазину створити музей або студію декоративного розпису. У 2002 році магазин було викуплено концерном «Європродукт» (зараз RedHead Family Corporation, власник обох В. Б. Бурда) і під час реконструкції всі розписи були закриті гіпсокартоном на наступні 15 років. Проте у жовтні 2017 року, компанія RedHead Family Corporation, до мережі якої належить магазин, анонсувала реставрацію розписів учнями Марфи Тимченко, які брали участь у створенні оригіналу
Настінні розписи Фабрики петриківського розпису
Фабрика петриківського розпису у Петриківці містила всередині значну кількість настінних розписів, зокрема декілька великих з елементами сюжету, виконаних провідними майстрами закладу. Після закриття і розорення фабрики, розписи опинилися на відкритому повітрі і швидко знищуються.
Настінні розписи Музею-садиби Катерини Білокур
У 1976 році майбутня народний художник України Ганна Самарська, учениця видатної художниці Катерини Білокур, виконала кілька петриківських розписів на внутрішніх стінах Музею-садиби, де жила її наставниця, присвятивши їх пам'яті останньої. Один з розписів повністю займає невелику стіну, виконаний в жовто-блакитних кольорах з чотирма пташками в характерному стилі Ганни Самарської, містить в центрі текстову цитату Олеся Гончара щодо великого значення творів Катерини Білокур для української культури.
Найдовший у світі розпис паркану
У вересні 2012 року представники Національного реєстру рекордів і «Книги рекордів України» зафіксували нове досягнення. У центрі селища Петриківка на Дніпровщині створили найдовший у світі орнаментальний розпис ручної роботи на бетонному паркані  — довжиною 120 метрів та завширшки 80 сантиметрів.
Роботу виконали 30 професійних майстрів та 127 вихованців Петриківського будинку дитячої творчості, учнів Петриківської художньої школи та студентів спеціалізованого ПТУ № 79. Щоб розмалювати 120-метровий паркан, їм знадобилося три дні й тридцять кілограмів емалевої фарби десяти кольорів. А закінчували квітковий фриз представники двадцяти дипломатичних місій, акредитованих в Україні.
Православний храм із петриківським розписом
У Києві є церква, оздоблена петриківським розписом. Внутрішню частину Свято-Юріївського храму, що належить Київському патріархату, за кілька тижнів розписали художниці із села Петриківка Галина Назаренко та Ірина Кібець. Це перший храм в Україні та світі, розписаний петриківським розписом. Він розташований на Михайлівській площі за готелем «Інтерконтиненталь».
Розпис у храмі відповідає православним християнським звичаям, кожна квітка і колір мають своє символічне значення. Оскільки храм присвячено святому великомученику Юрію (Георгію) Переможцю, а колір мучеників — червоний, то в оздобленні багато червоних «юріївських» хрестів.
Український культурний центр у Парижі
В Парижі петриківським розписом був прикрашений будинок, де жив Ален Делон, а зараз знаходиться український культурний центр.

## Галерея

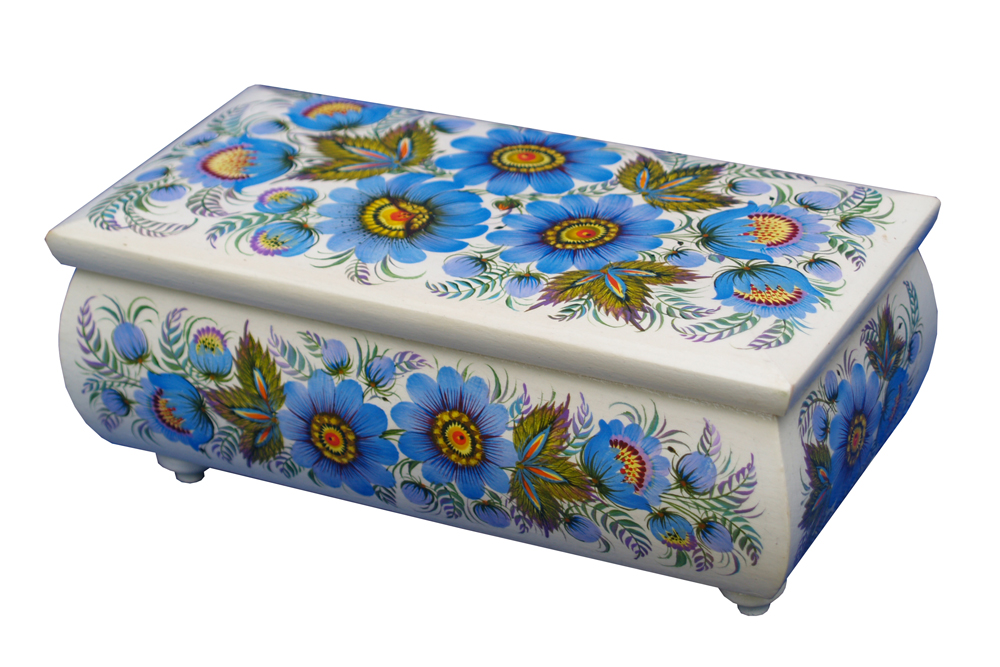
Скриня з петриківським розписом «Сині квіти», Наталія Статива-Жарко
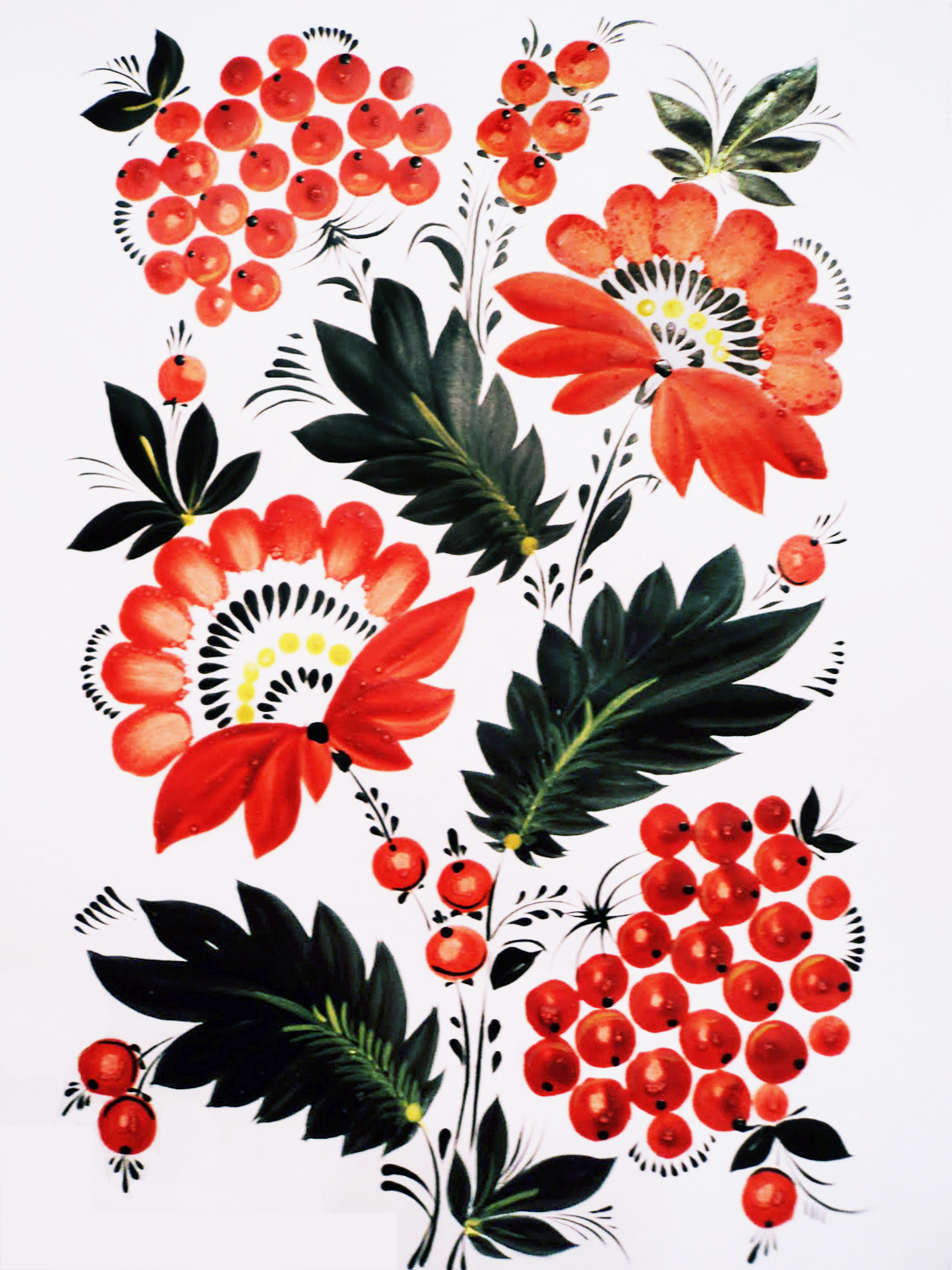
Петриківський розпис на папері, автор Олена Щербань
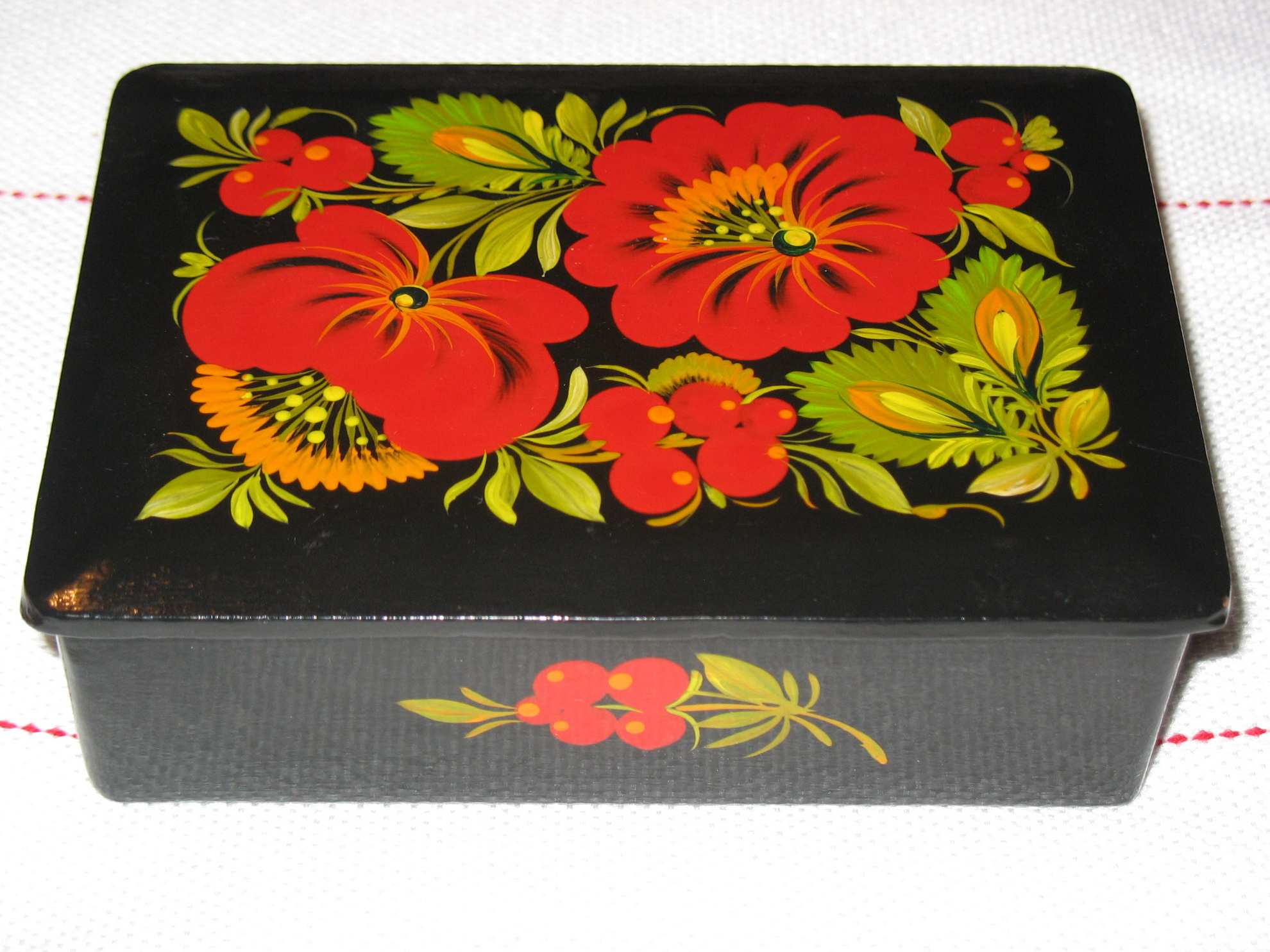
Скринька дерев'яна з петриківським розписом. 1985 р.
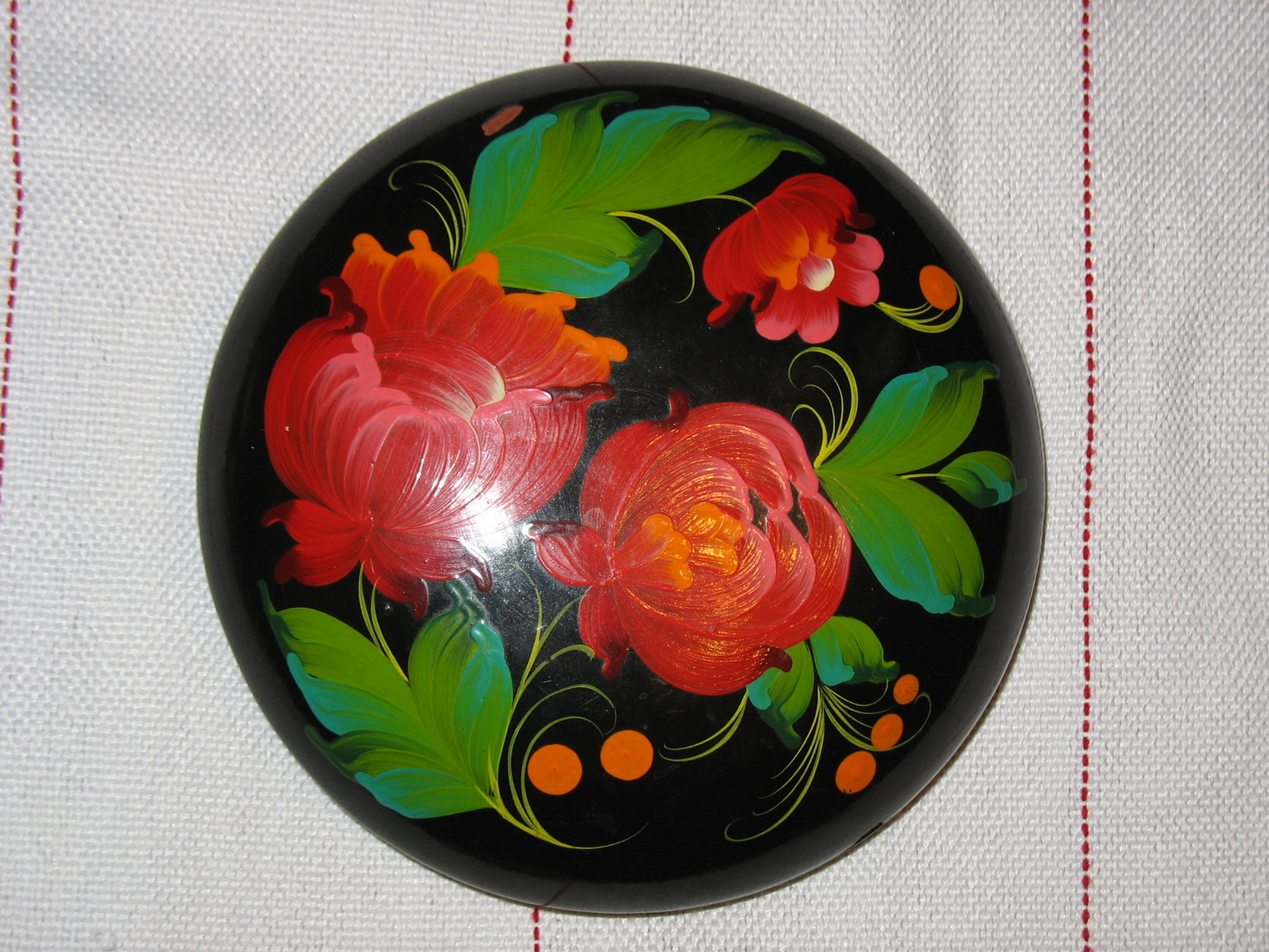
Скринька дерев'яна. 1980-ті роки.
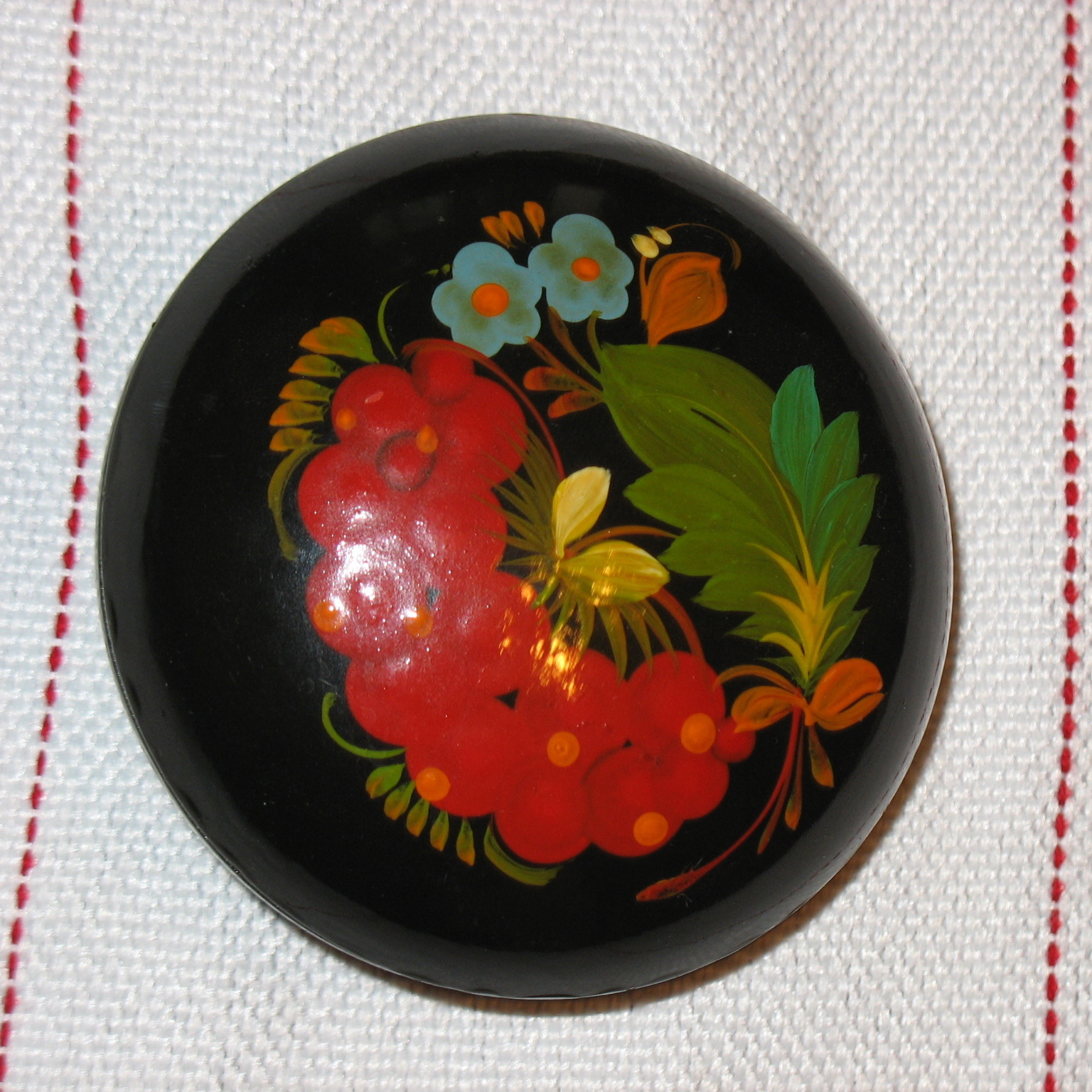
Ягоди калини, намальовані пальцем. Скринька дерев'яна. 1980-ті роки
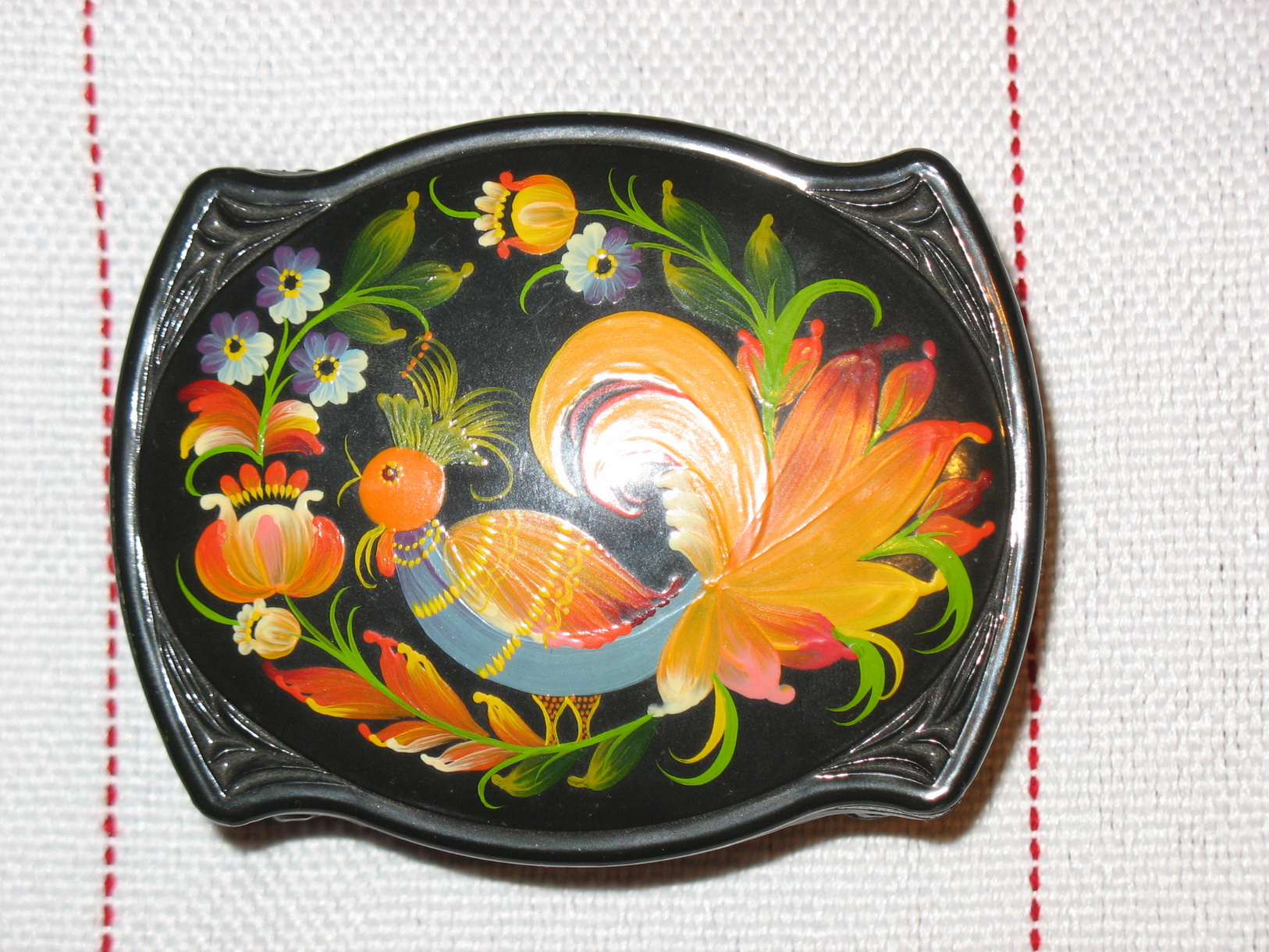
Скринька пластикова з жар-птицею. 1980-ті рр.